# Ольга Онух
Ольга Онух (нар. 14 вересня 1982) — професор порівняльної та української політології Манчестерського університету. У 2023 році вона стала першою людиною, яку призначили повним професором української політики в університеті англомовного світу. 

## Життя
Онух 1982 року народження. Вона здобула ступінь бакалавра з політології та досліджень міжнародного розвитку в Університеті Квінз, Канада, а потім здобула ступінь бакалавра в Лондонській школі економіки, плануючи зосередитися на Латинській Америці, але в результаті Помаранчевої революції та її українського походження, вона вирішила вивчати протестні рухи. У 2010 році вона отримала ступінь доктора філософії в Оксфордському університеті, захистивши дисертацію про порівняння процесів масової мобілізації в Аргентині (2001–2002) та Україні (2004). 
Після наукової роботи в Університеті Торонто, Оксфордському та Гарвардському університетах Онух почала працювати в Манчестері в 2014 році. 
Публікації Онух включають книги «Mapping Mass Mobilization: Understanding Revolutionary Moments in Argentina and Ukraine» та «The Zelensky Effect» у співавторстві з Генрі Е. Хейлом, де розглядається роль громадянської національної української ідентичності та її вплив на президента Володимира Зеленського, широко спираючись на багаторічні дослідження Онух щодо масової політичної мобілізації.
Ольга Онух бере участь у проекті «Дані для України», який використовує загальнодоступні дані з Twitter для надання геолокованих даних про переміщення людей, гуманітарні потреби, опір цивільного населення та порушення прав людини. 
Онух сказала, що її навчання пригнічує, але вона знайшла мультикультурне місто Манчестер гостинним. Вона визначила цінність людей, які вийшли на масові протести, і вважає таку поведінку посиленням продемократичних поглядів і бажанням залишитися в Україні. Вона фотографувала вивішування українських прапорів у Манчестері, її світлини показало українське телебачення.
У 2023 році Онух стала першою людиною, яку призначили повним професором української політики в університеті  англомовного світу.